# Lasioptera collinsonifolia
Lasioptera collinsonifolia är en tvåvingeart som först beskrevs av Beutenmuller 1908.  Lasioptera collinsonifolia ingår i släktet Lasioptera och familjen gallmyggor.
Artens utbredningsområde är New York. Inga underarter finns listade i Catalogue of Life.